# Alyxia kendarica
Alyxia kendarica är en oleanderväxtart som beskrevs av F. Markgraf. Alyxia kendarica ingår i släktet Alyxia och familjen oleanderväxter. Inga underarter finns listade i Catalogue of Life.